# Toyota TF108
La Toyota TF108 è una vettura di Formula 1 con la quale il team giapponese ha gareggiato nel campionato del mondo 2008.

## Esordio
La vettura viene presentata il 10 gennaio presso la sede di Colonia, in Germania.
I piloti prescelti per la stagione sono il confermato Jarno Trulli e Timo Glock reduce dalla vittoria in GP2 l'anno precedente, al ritorno in F1 dopo quattro stagioni. Come tester e pilota di riserva viene indicato il giovane giapponese Kamui Kobayashi.
Abbandona il team e la F1 Ralf Schumacher che firma un contratto con la Mercedes-Benz per correre nel DTM nel 2008.

## Specifiche tecniche

### Nuovo concetto nel design
Un nuovo pacchetto aerodinamico e un passo più lungo, cercano di dare alla vettura maggiore competitività rispetto alle vetture che l'hanno preceduta. La vettura non si presenta come una semplice evoluzione della Toyota TF107, che a sua volta derivava strettamente dalla Toyota TF106, ma segue la promessa che "La filosofia che ha ispirato il disegno aerodinamico della TF108 è pronta a ottimizzare l'intero pacchetto" afferma Pascal Vasselon, il designer del telaio.

### Cambiamento di regole
Il disegno della vettura segue anche le nuove regole in merito alla protezione del capo del pilota e deve tener conto della centralina unica introdotta nella stagione.

### Cambiamenti nell'aerodinamica
La Toyota adotta un alettone anteriore derivato da quello della MP4-22 e spinge all'infuori gli specchietti retrovisori sul modello proposto da Ferrari e Renault. La TF108 tenta anche di rendere più puliti i flussi d'aria sulle sospensioni anteriori.

## Livree alternative

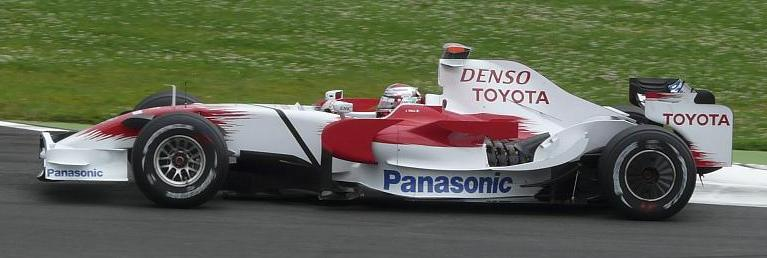
Jarno Trulli guida la vettura nel Gran Premio di Francia. Si nota la striscia nera sul musetto.

- Al Gran Premio di Francia la vettura porta una banda nera sul musetto in ricordo di Ove Andersson, ex-manager della scuderia, deceduto pochi giorni prima.

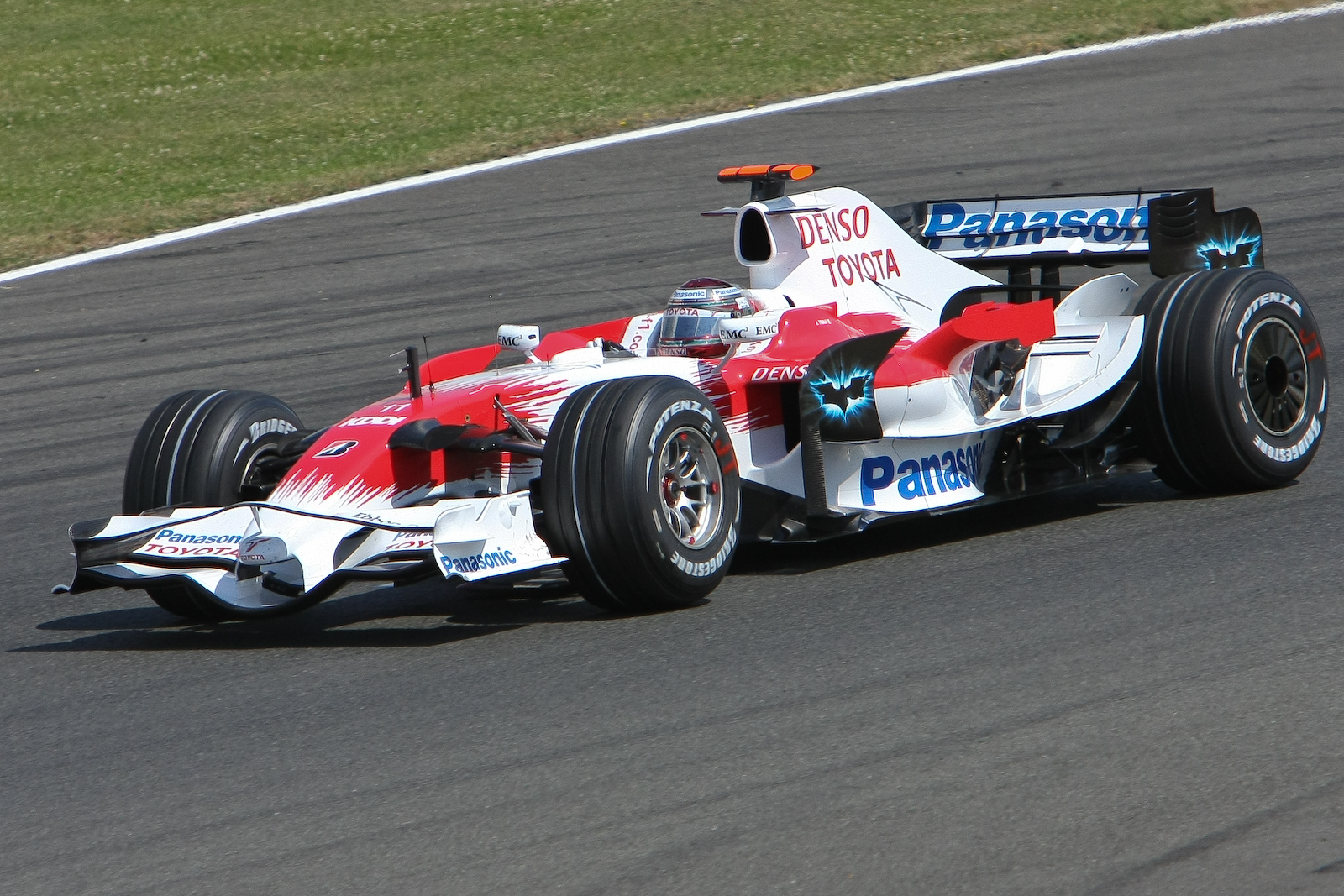
La vettura con la livrea dedicata al Il cavaliere oscuro al Gran Premio di Silverstone.

- Al Gran Premio di Silverstone, la vettura corre con una livrea ispirata a Batman. La scuderia ha firmato un accordo con la Warner Brothers per promuovere il film  The Dark Knight (Il cavaliere oscuro), nelle sale dal 25 luglio.[8]

## Test
Timo Glock fu il più rapido nei test svolti a Jerez il 17 gennaio,con Kamui Kobayashi settimo lo stesso giorno.
Toyota e Ferrari sono state le due sole scuderie a testare la vettura al di fuori dei tradizionali circuiti spagnoli di (Valencia, Jerez e di Barcellona), spostandosi in Bahrain il 4-6 febbraio e tra il 9 e l'11 dello stesso mese.
Più tardi nel corso nel mese la Toyota ha deciso di provare a Barcellona per ottimizzare la monoposto in vista del debutto a Melbourne. La vettura ha già presentato uno sviluppo nell'aerodinamica, con Pascal Vasselon che affermò "Il pacchetto nuovo che presentiamo è già un passo di sviluppo ". Il giorno seguente, Jarno Trulli chiuse con un tempo di 1.20.801, il migliore di tutti,  con David Coulthard su Red Bull-Renault secondo col tempo di 01:21.258.

## Stagione 2008
La TF108 ha conquistato 56 punti iridati (31 con Trulli e 25 con Glock), frutto di sedici arrivi nella zona punti, chiudendo quinta nel campionato costruttori. Il miglior risultato in gara è stato il secondo posto di Glock nel Gran Premio d'Ungheria; un altro podio (terzo posto) è conquistato da Trulli in Francia. Il miglior risultato in prova è stato il secondo posto per il pilota pescarese nell'ultimo appuntamento stagionale in Brasile.

## Risultati completi in Formula 1
| Anno | Team                    | Motore               | Gomme | Piloti |     |     |   |    |    |    |   |    |    |     |   |   |    |    |     |     |     |   | Punti | Pos. |
| ---- | ----------------------- | -------------------- | ----- | ------ | --- | --- | - | -- | -- | -- | - | -- | -- | --- | - | - | -- | -- | --- | --- | --- | - | ----- | ---- |
| 2008 | Panasonic Toyota Racing | Toyota RVX-08 2.4 V8 | B     | Trulli | Rit | 4   | 6 | 8  | 10 | 13 | 6 | 3  | 7  | 9   | 7 | 5 | 16 | 13 | Rit | 5   | Rit | 8 | 56    | 5º   |
| 2008 | Panasonic Toyota Racing | Toyota RVX-08 2.4 V8 | B     | Glock  | Rit | Rit | 9 | 11 | 13 | 12 | 4 | 11 | 12 | Rit | 2 | 7 | 9  | 11 | 4   | Rit | 7   | 6 | 56    | 5º   |

| Legenda | 1º posto     | 2º posto | 3º posto    | A punti         | Senza punti/Non class.  | Grassetto – Pole position Corsivo – Giro più veloce |
| Legenda | Squalificato | Ritirato | Non partito | Non qualificato | Solo prove/Terzo pilota | Grassetto – Pole position Corsivo – Giro più veloce |